# DeKalb Avenue (stacja metra na Canarsie Line)
DeKalb Avenue – stacja metra nowojorskiego, na linii L. Znajduje się w dzielnicy Brooklyn, w Nowym Jorku i zlokalizowana jest pomiędzy stacjami Jefferson Street i Myrtle–Wyckoff Avenues. Została otwarta 14 grudnia 1928.